# Sørvágsvatn
Sørvágsvatn (lub Leitisvatn, duń. Sørvaagsvand) – największe jezioro Wysp Owczych, znajdujące się na wyspie Vágar. Zajmuje ono 3,56 km², czyli ponad trzy razy więcej od drugiego Fjallavatn. Posiada łagodnie opadające brzegi. Wypływ znajduje się przy południowym krańcu jeziora, skąd wody czterdziestopięciometrowym wodospadem Bøsdalafossur wpadają do Oceanu Atlantyckiego. Zbiornik jest popularny wśród lokalnych rybaków.
Nazwa jeziora znaczy "Jezioro Sørvágur". Ludność wioski Sørvágur uważa, że akwen nazwano dopiero po tym, gdy nad jego brzegami powstała osada, natomiast mieszkańcy Miðvágur używają nazwy Leitisvatn, co odnosi się do określenia terenów w okolicach ich miasta zwanych Leiti.
Nad jeziorem Sørvágsvatn znajduje się port lotniczy Vágar.